# 螺旋型天線

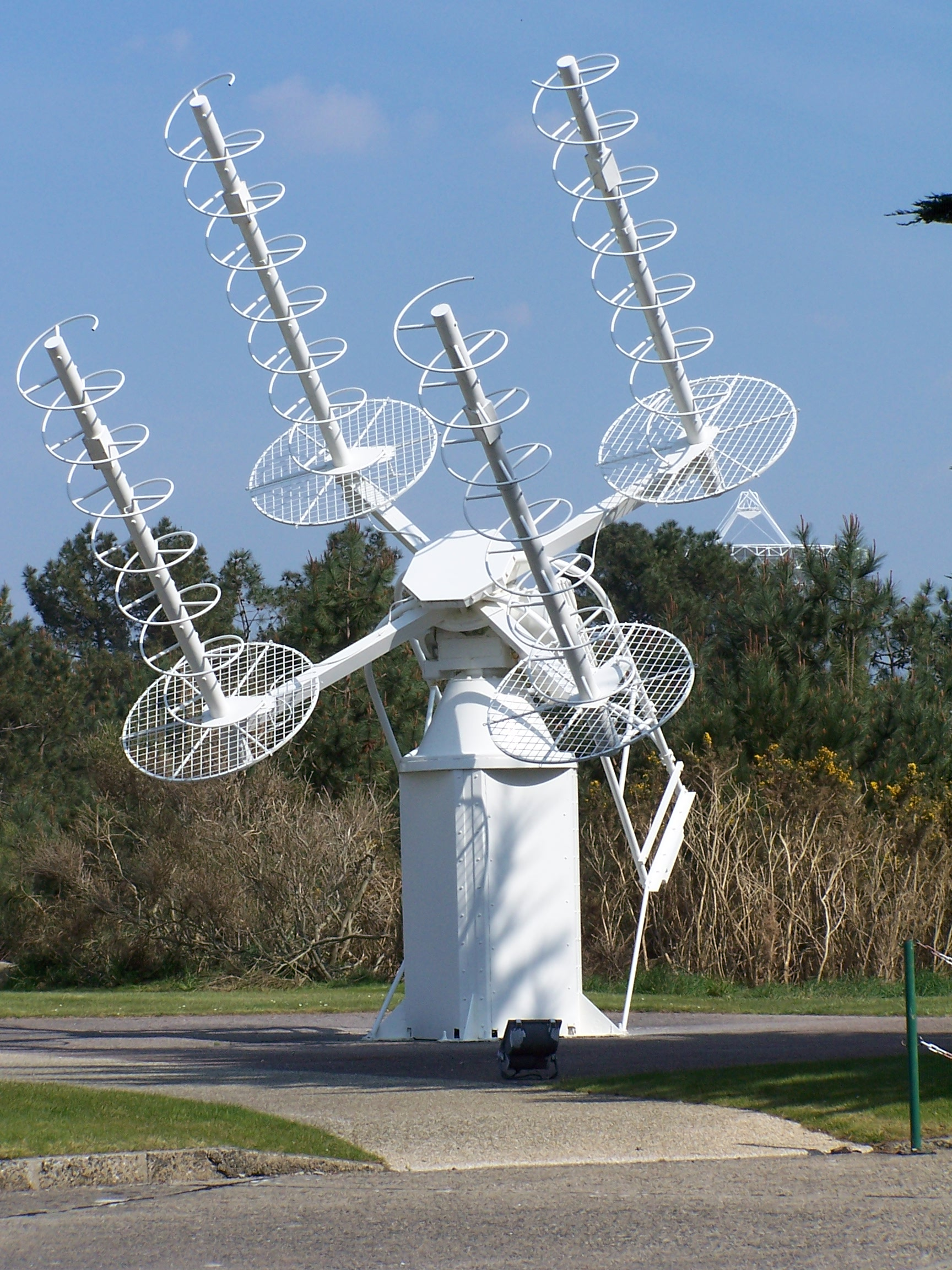
安裝於法國普勒默尔博杜的四軸模螺旋天線陣列，用作衛星追蹤捕獲天線

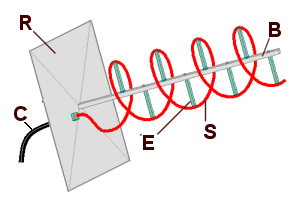
螺旋型天线：
(B)中央支撑结构，
(C)同轴电缆馈线，
(E)螺旋的绝缘支撑，
(R)反射器接地平面，
(S)螺旋辐射线

螺旋形天線是一種由一個或多個導線纏繞而成的螺旋型天線。由一根導線所構成的螺旋形天線稱為單股天線；而由兩個或四個螺旋狀導線構成的天線則分別稱為雙股 (Bifilar) 或四股(Quadrifilar)螺旋天線。
除了全向设计的螺旋天线外，大多数情况下，定向螺旋天线安装在接地平面上。馈线连接螺旋线底部和接地平面。螺旋天线可以法向（normal）或轴向（axial）两种主要模式之一工作。
在法向模（边射式，broadside）螺旋天线中，天线的直径和螺距与波长相比较小。其特性类似于电短偶极子或单极子天线，等效于四分之一波长垂直天线，辐射方向图与这些天线类似，:293-295呈全向性，最大辐射方向垂直于螺旋轴。单股螺旋天线辐射波是线极化波，极化方向与螺旋轴平行。此类天线广泛用于便携式手持电台、车载移动电台等紧凑型设备，亦应用于UHF频段电视广播天线。采用双股或四股螺旋结构时，可实现边射式圆极化辐射。
在轴向模（端射式，end-fire）螺旋天线中，天线的直径和螺距接近工作波长。此时天线表现为定向辐射器，主辐射方向是沿螺旋轴从螺旋末端射出，并产生圆极化无线电波。此类天线专用于卫星通信。轴向模工作原理由物理学家约翰·D·克劳斯首次发现。

## 法向模螺旋天线
若螺旋天线的螺旋线周长远小于波长，且其螺距远小于四分之一波长，则该天线称为法向模螺旋天线。其特性类似单极子天线，辐射方向图呈全向性，于垂直于天线轴线的平面上各方向辐射相同的功率。:292-294由于螺旋结构引入的电感，这种天线的特性与电感加载的单极子天线类似；谐振时，其长度小于四分之一波长。因此法向模螺旋天线可作为电小单极子使用，替代中部或底部加载的鞭状天线，适用于四分之一波长单极子天线尺寸过大的场景。与其他电小天线类似，其增益及通信距离低于全尺寸天线。紧凑特性使其广泛用作HF、VHF和UHF频段的移动便携设备天线。

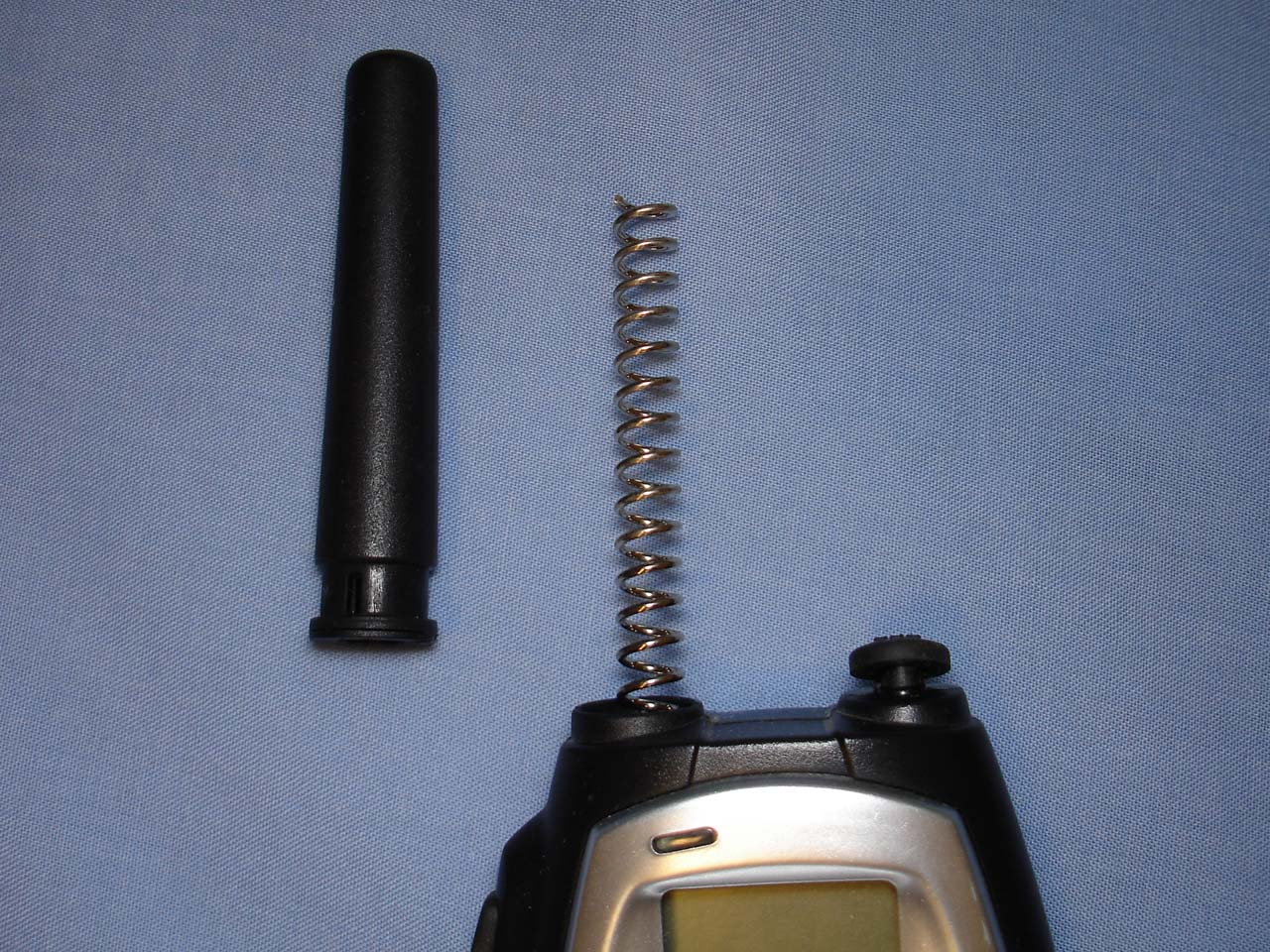
一种常见的法向模螺旋天线是便携式收音机中使用的“橡皮鸭天线”。一部手持式双向无线电，天线上的橡胶套已拆除。

螺旋结构的加载效应使天线物理尺寸小于其四分之一波长的电长度。例如27 MHz频段的四分之一波长天线需2.7米，不适合实际应用；而螺旋天线在保持相近辐射方向图的前提下，尺寸显著缩小，性能仅轻微降低。

### 螺旋广播天线
专用的法向模螺旋天线作为VHF/UHF频段电视广播发射天线，:342由环绕钢管的螺旋导体构成，通过支架绝缘子固定。辐射单元包含等长的左右旋向双螺旋体，在中心连接。:362钢管与螺旋体构成漏泄传输线，沿垂直于钢管方向辐射。该天线于底部馈电，与其他法向模天线不同的行波工作模式使电流振幅沿轴向衰减（顶端衰减达40 dB）因此反射不多。单匝长度通常为2倍波长以确保垂直辐射。仅6–7%的带宽特性要求天线划分多个垂直节段，节间设置相位调节环维持全塔相位一致性。:362

## 轴向模螺旋天线

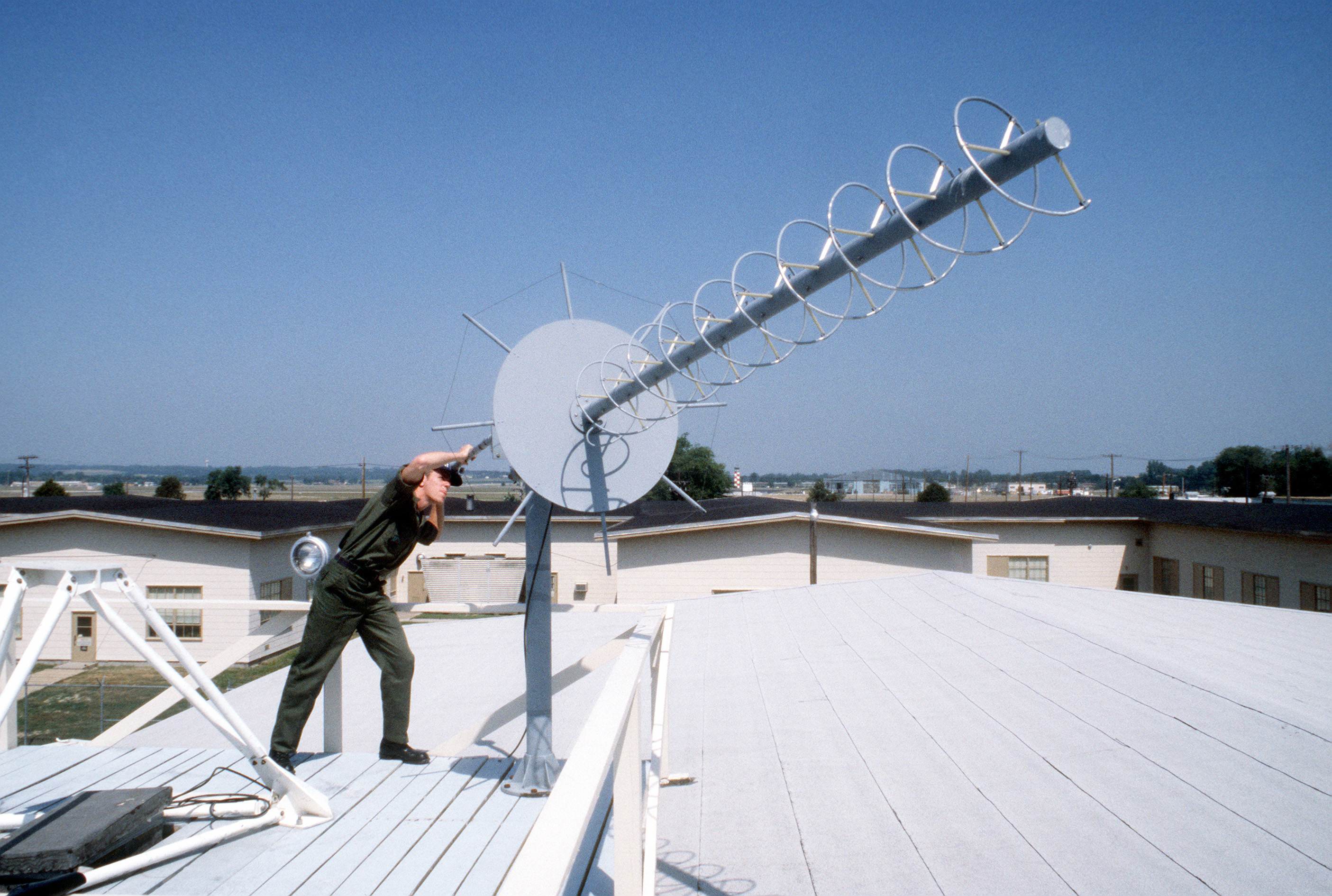
端射螺旋卫星通信天线，美国伊利诺伊州斯科特空军基地。卫星通信系统通常使用圆极化无线电波，因为卫星天线可以在空间中以任意角度定向而不会影响传输，轴向模（端射）螺旋天线通常用作地面天线。

当螺旋周长接近工作波长时，天线工作在轴向模。:292这是一种非谐振的行波模式：电流与电压波不是驻波，沿单一方向传播——发射天线中从馈点向上行进，接收天线中则向馈点下行。该模式不再辐射垂直于轴线的线极化波，而是沿轴线方向辐射圆极化波束。辐射方向图的主瓣位于螺旋轴线两端。因定向天线只需单向辐射，螺旋末端通常加载金属平板或网状反射器以引导波束前向传播。
在无线电传输中，圆极化适用于收发天线相对方位难以控制的场景（如动物追踪、航天通信）或信号极化可能变化的情况，故轴向螺旋天线在此类应用中具有显著优势。鉴于大型螺旋结构制造困难且转向操控笨拙，该设计通常仅用于VHF至微波的高频段。
螺旋结构存在两种旋向：右旋（形如标准瓶塞钻）或左旋。首图四螺旋阵列采用左旋结构，其余图示均为右旋。轴向螺旋的旋向决定辐射波的极化方向。关于圆极化波描述存在两种互斥惯例，即从波源的角度（电子电气工程界，物理学界，射电天文学界常用）和从接收者角度定义（光电工程界和化学界常用），导致螺旋旋向与辐射极化类型的关系表述存在歧义。但螺旋天线发明者J.D.克劳斯明确声明："左旋螺旋响应左旋圆极化波，右旋螺旋响应右旋圆极化波（IEEE标准定义）"。:46 IEEE将极化旋向定义为：

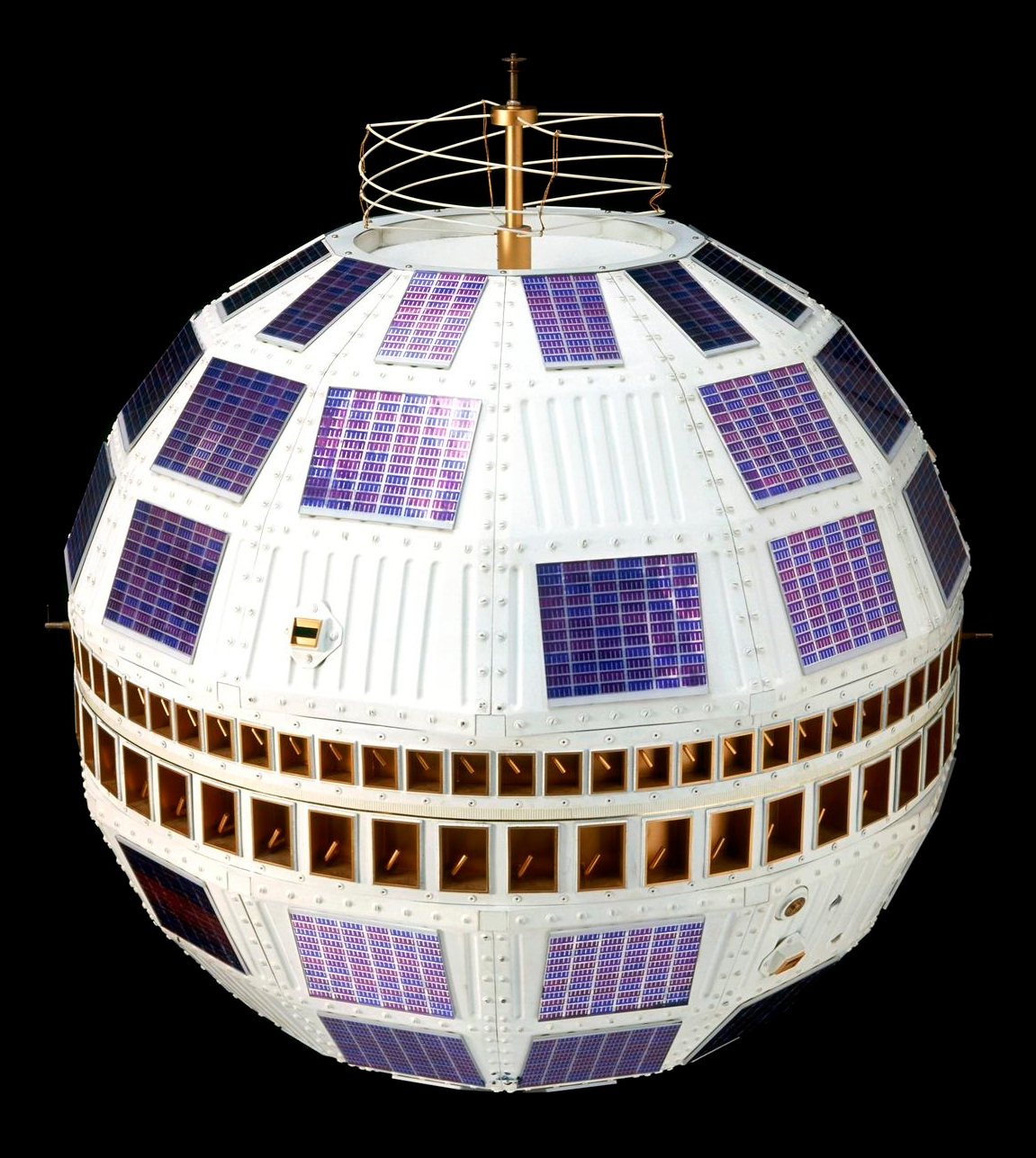
Telstar 1通信卫星上的四轴螺旋定向天线（顶部），1961年

“当观察者沿传播方向观察时，电场矢量顺时针旋转为右旋极化”。
因此右旋螺旋辐射右旋圆极化波（电场矢量顺传播方向呈顺时针旋转）。
螺旋天线可接收任意线极化信号（如水平/垂直极化），但接收圆极化信号时须与发射天线旋向一致：左旋极化天线接收右旋圆极化信号时将产生严重增益损耗，反之亦然。
螺旋尺寸由工作频率的波长（λ）决定，而波长取决于工作频率。为实现轴向模式工作，周长应等于工作波长， 为实现最优性能，螺距角需设定为13°左右（对应螺距=0.23倍周长）（不同文献采用的范围不同，有的采用11–14°，有的采用12–15°），即匝间距约为λ/4。匝数决定天线方向性：增加匝数可提升轴向增益（加装接地板时单端增强），但会牺牲其他方向的辐射强度。当周长C<λ时，天线转入法向模，此时增益方向呈环状侧向辐射而非端射。
轴向模式下的终端阻抗范围在100–200 Ω之间，满足下列近似关系式：:232
{\displaystyle Z\simeq 140{C \over \lambda }}

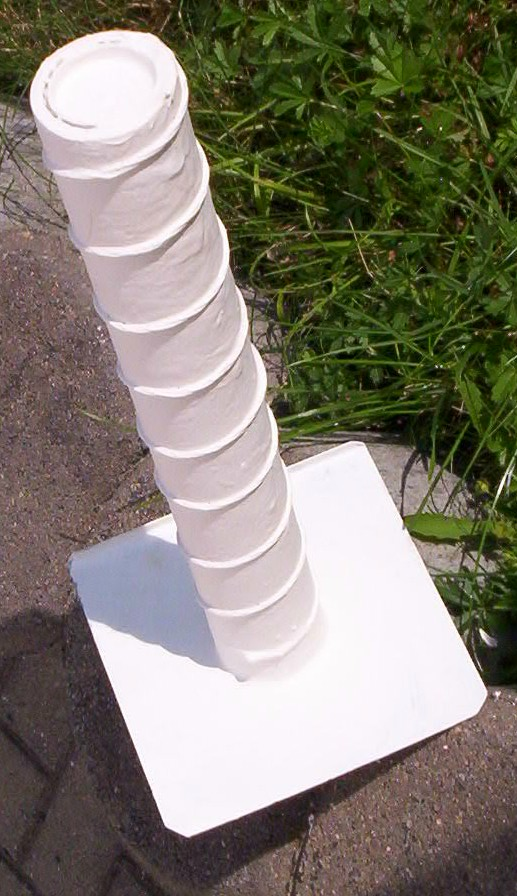
用于无线局域网通信的轴模螺旋天线，工作频率约2.45 GHz

其中C为螺旋线的周长，λ为波长。与标准50或75 Ω同轴电缆的阻抗匹配（当C=λ时）通常通过四分之一波长带状线实现，该带状线充当螺旋线和接地板之间的阻抗变换器。
最大定向增益满足：
{\displaystyle \mathrm {Gain} \simeq 15({C \over \lambda })^{2}({NS \over \lambda })}
其中N为匝数，S为匝间距。大多数螺旋天线设计采用C=λ且S=0.23C，因此增益通常为G=3.45N。以分贝为单位的增益为{\displaystyle G_{dBi}=10\log _{10}(3.45N)}
半功率波束宽度为：
{\displaystyle \mathrm {HPBW} \simeq {52 \over {C \over \lambda }{\sqrt {NS \over \lambda }}}\mathrm {degrees} }
零点之间的波束宽度为：:235
{\displaystyle \mathrm {FNBW} \simeq {115 \over C}{\sqrt {\lambda ^{3} \over NS}}\mathrm {degrees} }
螺旋天线的增益很大程度上取决于反射器。 上述经典公式假设反射器为圆形谐振器（带边框的圆形板），且俯仰角是此类反射器的最佳选择。然而，这些公式会将增益高估几dB。 对于平坦接地平面，可使增益最大化的最佳俯仰角在3–10°范围内，取决于导线半径和天线长度。